# Полозов, Ефим Денисович
Ефим Денисович Полозов (18 января 1922, Сумская область — 20 мая 2000) — разведчик взвода разведки 24-го гвардейского кавалерийского полка 5-й гвардейской кавалерийской дивизии 3-го гвардейского кавалерийского корпуса 2-го Белорусского фронта, гвардии сержант — на момент представления к награждению орденом Славы 1-й степени.

## Биография
Родился 18 января 1922 года в селе Первомайское ныне Глуховского района Сумской области в семье крестьянина. Украинец. Образование среднее. Работал трактористом в посёлке Начики.
В армии с сентября 1940 года. Участник Великой Отечественной войны с августа 1941 года. Воевал под Сталинградом, на Курской дуге, форсировал Днепр, принимал участие в Белорусской, Восточно-Прусской, Берлинской наступательных операций. Отличился в боях под Витебском, в Восточной Пруссии, под городом Хинденбергом.
Разведчик взвода разведки 24-го гвардейского кавалерийского полка гвардии сержант Полозов 26 июня 1944 года ведя разведку в районе населенного пункта Яново точно установил огневые точки противника и его живую силу. Дал ценные сведения командованию о противнике, что способствовало правильному принятию решения и занятия Яново. Во время разведки огнём из своего автомата гвардии сержант Полозов огнём из своего автомата уничтожил 6 немцев, а одного взял в плен, которого доставил своевременно в штаб полка. Приказом по 5-й гвардейской кавалерийской дивизии № 014/н от 24 июля 1944 года «за образцовое выполнение заданий командования в боях с немецко-фашистскими захватчиками» гвардии сержант Полозов Ефим Денисович награждён орденом Славы 3-й степени.
19 января 1945 года полк вел боевые действия на подступах к границе Восточной Пруссии. Гвардии сержант Полозов получил задачу разведать маршрут движения полка и село, которое полк должен быть занять. Выполняя приказ Полозов на пути встретил три немецких автомашины. Подпустив их на близкое расстояние, он забросал их гранатами и автоматным огнём расстреливал бегущих в панике немцев. В этой схватке с противником гвардии сержант Полозов уничтожил 9 немецких солдат, 2 офицера, одну автомашину. 26 января 1945 года гвардии сержанту Полозову была поставлена задача разведать состав и силу противника в селе Ядды. Пробравшись в боевые порядки противника, он выявил огневые точки и силу противника. Своевременно и точно доложил данные о противнике, тем самым дал возможность принять правильное решение, что в значительной степени облегчило выполнение поставленной задачи полку. Приказом командующего войсками 2-го Белорусского фронта № 0124/н от 14 февраля 1945 года «за образцовое выполнение заданий командования в боях с немецко-фашистскими захватчиками» гвардии сержант Полозов Ефим Денисович награждён орденом Славы 2-й степени.
30 апреля 1945 года гвардии сержант Полозов в составе разведывательного взвода получил задачу разведать маршрут движения полка через населенные пункты Вольтерсдорф, Долгов, Хинденберг, Кеперниц, Цехнов. При выполнении этой задачи Полозов действовал головным дозором. Противник, обороняющий населенный пункт Хинденберг, пропустил головной дозор и открыл пулеметный огонь по ядру разведывательного взвода. Сержант Полозов не растерявшись в течение 30 минут огнём из автомата и бросками ручных гранат уничтожал немецких солдат, а после подоспевшие советские воины опрокинули обороняющегося противника. В этом бою он лично уничтожил 13 немцев и 3 захватил в плен. Продолжая выполнять поставленную задачу и при подходе к населенному пункту Кеперниц, разведывательный взвод обнаружил до 300 отступающих немцев. Быстро приняв решение, обходным путём и маскируясь местностью, сержант Полозов в составе разведывательного взвода выскочил в тыл противника и устроил засаду для отступающих немцев. Когда противник приблизился, разведчик открыл огонь по немцам прямо в упор. В результате этого немцы, не выдержав огня разведчиков, сдались в плен. В штаб полка было доставлено до 200 немцев. В этом бою разведчик Полозов лично уничтожил до 27 немцев.
Указом Президиума Верховного Совета СССР от 29 июня 1945 года «за образцовое выполнение заданий командования в боях с немецко-фашистскими захватчиками» гвардии сержант Полозов Ефим Денисович награждён орденом Славы 1-й степени, став полным кавалером ордена Славы.
Участник встречи на Эльбе с американскими солдатами, Парада Победы 24 июня 1945 года в Москве на Красной площади.
В 1946 году Е. Д. Полозов демобилизован. Вернулся на родину. Работал на сахарном заводе в поселке городского типа Воронеж Шосткинского района Сумской области. Член КПСС в 1967—1991 годах. В 1970 году окончил 10 классов средней школы.
Жил в родном селе Первомайское. Умер 20 мая 2000 года. Похоронен на кладбище села Первомайское.
Старшина. Награждён орденами Отечественной войны 1-й степени, Трудового Красного Знамени, Славы 1-й, 2-й и 3-й степени, медалями, в том числе «За отвагу» и «За боевые заслуги».